# Yateras
Yateras est une ville et une municipalité de Cuba dans la province de Guantánamo.

## Géographie

### Situation
La ville de Yateras est dans le sud-est de l'île de Cuba et le nord de la province de Guantanamo. Elle se trouve à 972 km sud-est de La Havane et 55 km nord-ouest de sa capitale de province Guantánamo.
Le mont Loma Redonda, sur la municipalité et proche du parc national Alejandro de Humboldt, s'élève à 1 008 m.

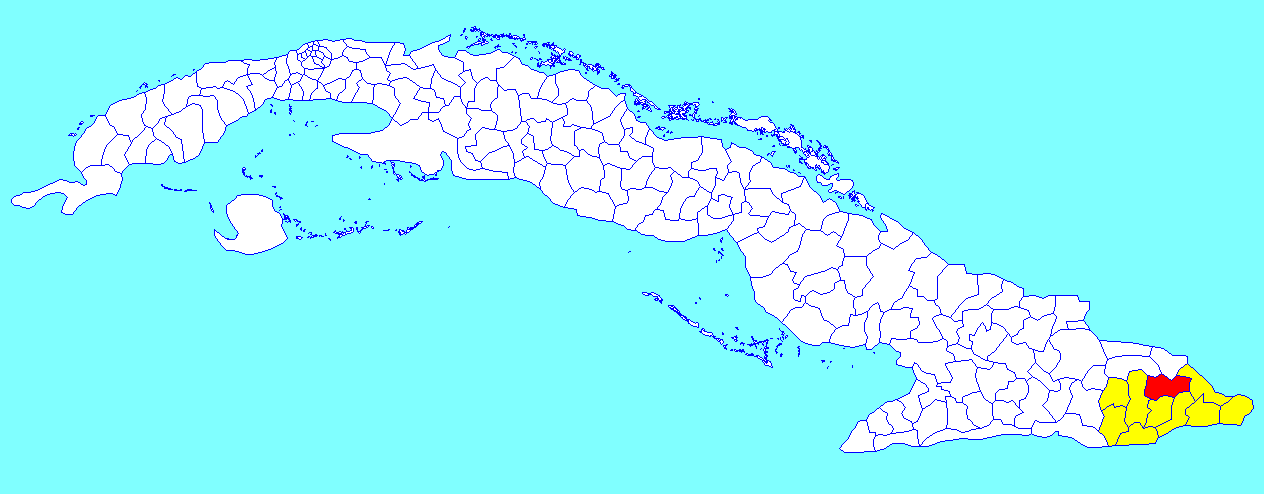
Municipalité de Yateras dans la province de Guantánamo

### Divisions administratives
La municipalité inclut six consejos populares :
- Felicidad
- Monte Verde
- La Carolina
- Palenque
- Arroyo del Medio
- Bernardo

## Population
En 2022, la population était estimée à 18 642 habitants ; pour une surface de 625,3 km2, la densité de population est de 29,81 habitants/km².

## Environnement
Le parc national Alejandro de Humboldt, créé en 1997, couvre toute la partie nord-est de la municipalité. Ses 70 680 ha (dont 68 430 ha terrestres et 2 250 ha de zones marines) s'étendent sur Sagua de Tánamo, Moa (Holguín), Yateras et Baracoa (Guantánamo).

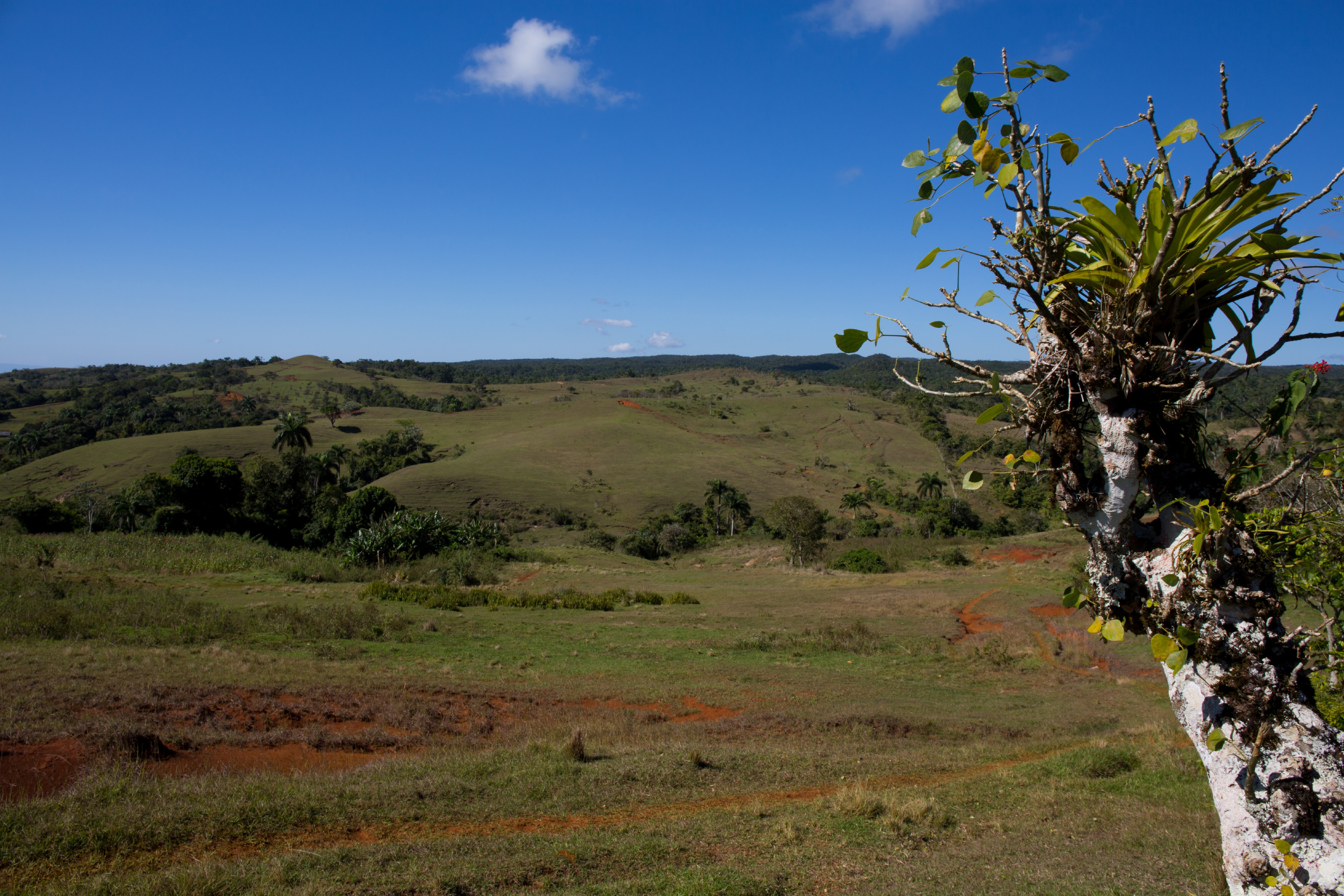
Alto de la Clarita
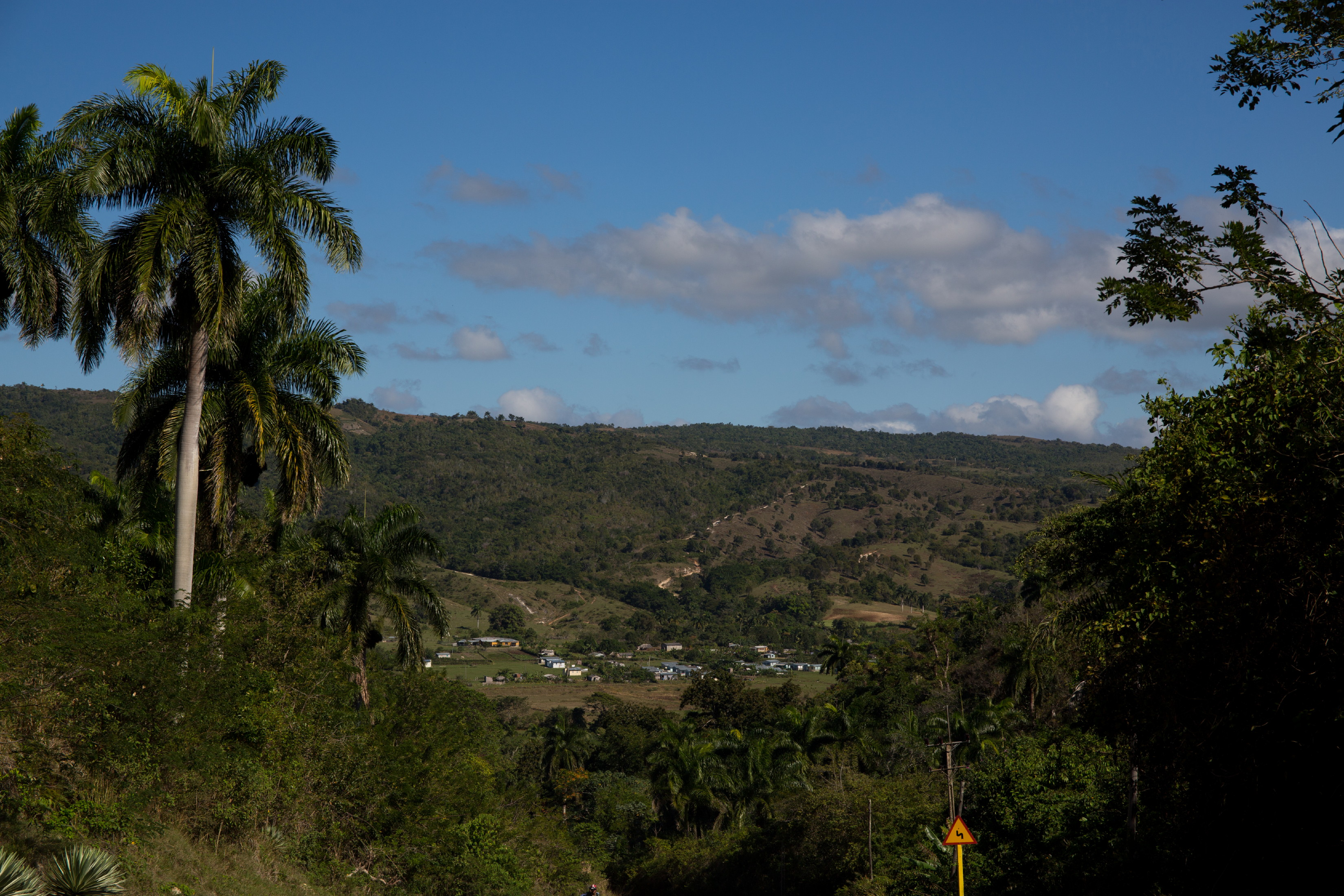
Un village